# Hootsuite
Hootsuite est un outil de gestion de réseaux sociaux créé par Ryan Holmes en 2008. Il prend la forme d'un tableau de bord et intègre les flux de différents réseaux sociaux comme Facebook, X (anciennement Twitter), LinkedIn, Google+, Foursquare, Mixi, MySpace, Ping et Wordpress.
En janvier 2012, Hootsuite comptait trois millions d'utilisateurs et sept cents millions de messages envoyés depuis sa plate-forme.
Hootsuite Media, Inc. est basé à Vancouver au Canada.

## Histoire
En 2008, Ryan Holmes est à la recherche d'un outil lui permettant de gérer plusieurs réseaux sociaux pour le compte de son agence de services numériques, Invoke Media. Ne pouvant trouver sur le marché aucun produit qui lui offre toutes les caractéristiques recherchées, il décide, avec l'aide de Dario Meli, David Tedman et l'équipe d'Invoke Media, de développer une nouvelle plate-forme qui serait capable d'organiser leurs nombreux comptes sur les réseaux sociaux. La première version est lancée le 28 novembre 2008 sous la forme d'un tableau de bord appelé BrightKit.
En février 2009, Holmes offre un prix de cinq cents dollars afin de renommer la plate-forme. Il passe en revue les propositions soumises à travers le tableau de bord par plus de cent mille utilisateurs participant au concours. L'idée gagnante est « Hootsuite ». Ce nom, proposé par l'utilisateur Matt Nathan, s'inspire de « Owly », le hibou du logo. Il s'agit également d'un jeu de mots avec « tout de suite ». En novembre 2009, le tableau de bord Hootsuite étend son offre à la gestion des comptes Facebook et LinkedIn, ainsi que celle des listes Twitter.
En décembre 2009, Hootsuite quitte Invoke Media. Il se lance officiellement comme une société indépendante sous le nom de Hootsuite Media Inc. Le même mois, Hootsuite reçoit des financements importants (1,9 million de dollars) des entreprises Hearst Interactive Media et Blumberg Capital ainsi que des investisseurs Social Concepts et Geoff Entress. En mars 2012, OMERS Ventures, la branche d'investissements du système de pension des employés municipaux de l'Ontario (Ontario Municipal Employees Retirement System), y investit à son tour vingt millions de dollars.
En mai 2012, des rumeurs laissent entendre que Hootsuite a atteint une valeur de cinq cents millions de dollars. En juillet 2012, un employé de Hootsuite déclare au magazine américain Forbes que la société emploie deux cents personnes.
En septembre 2012, Hootsuite achète son concurrent Seesmic, un système spécialisé dans la gestion de la relation client. Hootsuite envisage de transférer tous les utilisateurs actuels de Seesmic vers Hootsuite.
En 2018, Hootsuit a signé un partenariat avec Pinterest,.
En janvier 2021, Hootsuite fait l'acquisition de Sparkcentral, un de ses concurrents directs.

## Service
Hootsuite est principalement utilisé par les entreprises pour la gestion en ligne de leurs marques, ainsi que pour envoyer des messages sur le service de microblogging Twitter. Il propose un tableau de bord qui permet aux utilisateurs de se tenir au courant en temps réel de l'activité de leurs comptes sur les réseaux sociaux. Il permet entre autres de réduire les liens contenus dans les messages soumis par son intermédiaire grâce au service « ow.ly » et de programmer la publication de messages au moment désiré.
Hootsuite est disponible en japonais, espagnol, portugais et allemand, mais aussi en français, et cinq autres langues, ajoutées en octobre 2012.

## Activité commerciale
La société gérant Hootsuite est basée à Vancouver, au Canada. Elle a pour directeur général Ryan Holmes.
La stratégie commerciale de Hootsuite consiste à donner gratuitement à ses utilisateurs un accès au service de base et facturer toute option supplémentaire.
Parmi les entreprises et organisations connues pour utiliser Hootsuite se trouvent Pepsi, McDonald's, HP et même l'administration de Barack Obama.

## Récompenses
Hootsuite a été récompensé à plusieurs occasions. Il a été distingué lors des Open Web Awards 2009 du site d'actualité Mashable. Il a en outre reçu le Prix canadien pour les nouveaux médias (Canadian New Media Award), un Shorty Award et le Prix de la meilleure application Twitter du journal australien mX. En 2012, il était en lice pour obtenir le Webby Award.